# 掛け投げ
掛け投げ（かけなげ）は、相撲の日本相撲協会制定決まり手82手、投げ手の一つである。別名けんけん。

## 概説
内掛けの状態から、そのまま跳ね上げるように投げる技。1948年の講道館機関誌『柔道』で玉嶺生は、柔道の内股の大内股が相撲では「掛け投げ」、「からみなげ」と呼ばれている、としている。大正の横綱鳳が名手として知られた。相手が片足立ちでこらえると、跳ねることから「けんけん」とも呼ばれる。
返し技としても使われる。
2014年（平成26年）9月場所千秋楽の結びの一番、横綱白鵬が横綱鶴竜にこの技で勝利し、歴代2位に並ぶ通算31回目の幕内最高優勝を果たした。
さらに最近では、幕内で時天空や隆の山が、十両ではかつて維新力がこの技を決めたことがある。また、2012年（平成24年）の大相撲トーナメントでは白鵬が決勝で豪栄道に対してこの技を決めている。
2019年(令和元年)9月場所で十両経験者の天空海が幕下の取組で幕内経験者の荒鷲と王輝を相手に一場所で2回も決めている。天空海は2021年(令和3年)9月場所でも4度掛け投げを成功させている。
本来の「掛け投げ」は、相手の差し手を小手に巻いて、あるいは首に巻いて脚を内掛けの状態にして倒す。

## 搦み投げ
搦み投げ（からみなげ）は投げの形態が上手投げあるいは下手投げの掛け投げ。日本相撲協会制定決まり手82手には入っていない。上手の場合上手搦み投げ（うわてからみなげ）、下手の場合下手搦み投げ（したてからみなげ）と細分類されることもある。
日本相撲協会が決まり手を制定する以前の取組において、「搦み投げ」が記録された取組は多数ある。横綱・大関が登場した取組を例示する。
- 昭和2年5月場所3日目 ○西ノ海－常陸嶽×
- 昭和12年5月場所11日目 ○双葉山－清水川×　（双葉山の69連勝の記録の途中）
- 昭和16年5月場所11日目 ○羽黒山－肥州山×
- 昭和18年5月場所4日目 ○安藝ノ海－東冨士×